# クルト＝ハインツ・シュトルツェ
クルト＝ハインツ・シュトルツェ（Kurt-Heinz Stolze、1926年1月26日 – 1970年8月12日）は、ドイツのピアニスト、チェンバロ奏者、作曲家である。
ハンブルクに生まれ、ヴィルヘルム・ブリュックナー＝リュッゲベルクと共にハンブルク音楽院でピアノ、オルガン、指揮を学んだ。最初に得た仕事はコペンハーゲンのロイヤル・オペラのレペティトゥールであった。1957年にシュトゥットガルトのヴュルテンベルク州立劇場に移った。その年、フリッツ・ヴンダーリヒとともにフランツ・シューベルトの「美しき水車小屋の娘」を録音した。この他、チェンバロ奏者の1人として、ギュンター・ケーアの指揮でヨハン・ゼバスティアン・バッハの3台のチェンバロのための協奏曲および4台のチェンバロのための協奏曲を録音している。その後は主にバレエ音楽に専念し、特にジョン・クランコと協働した。
クランコの『椅子取りゲーム（Wir reisen nach Jerusalem）』（1963年）、『L'Estro Armonico』（1963年、アントニオ・ヴィヴァルディ作曲）、『じゃじゃ馬ならし』（1969年、シェイクスピア原作、ドメニコ・スカルラッティ作曲）および『Kyrie eleison』（1968年、バッハ作曲）で作曲または編曲を手がけた。
しかし、シュトルツェのバレエ音楽で最も有名な作品はおそらく1965年の『オネーギン』であろう。これはアレクサンドル・プーシキンの小説「エヴゲーニイ・オネーギン」を基にしたバレエであるが、チャイコフスキーの同名のオペラの音楽ではなく、チャイコフスキーの作品ではあるが別の楽曲を編曲して用いた。使用したのはあまり知られていない「四季」などのピアノ曲やオペラ楽曲である「チェレヴィチキ」、幻想曲「フランチェスカ・ダ・リミニ」などである。また、クランコの『白鳥の湖』と『レ・シルフィード』の音楽も制作した他、ラジオや映画でも活動した。
1968年にはロンドンのクイーン・エリザベス・ホールでのイェルク・フェルバー指揮のヴュルテンベルク室内管弦楽団の公演でチェンバロ奏者として出演した。その後、1970年8月にミュンヘンで亡くなった。44歳没。